# Cossacks: European Wars
Cossacks: European Wars es un videojuego de estrategia para PC desarrollado por GSC Game World. Sus escenarios pertenecen a los siglos XVII y XVIII, en los cuales se desarrollaron notables cambios políticos, económicos y culturales en el continente europeo. Además, fue un período en que se libraron una gran cantidad de guerras entre las potencias europeas.

## Objetivo del juego
El principal objetivo de Cossacks: European Wars es vencer a todos los oponentes en el mapa, mientras se organiza una defensa estratégica para evitar los ataques rivales; en caso de tratarse de una campaña, el objetivo será cumplir con las tareas asignadas, sin olvidar que el enemigo atacará cada vez que le sea posible sin importar las condiciones de la partida

## Naciones disponibles
Se encuentran a disposición 16 países, cada cual con sus respectivos tipos de unidades y edificios: Austria, Argelia, España, Francia, Holanda, Inglaterra, Piamonte, Polonia, Portugal, Prusia, Rusia, Sajonia, Suecia, Turquía, Ucrania y Venecia.

## Modalidades del juego

### Campañas
Cossacks: European Wars cuenta con 5 campañas:
- El arte de la guerra. En esta campaña de aprendizaje, se muestran los aspectos básicos para la construcción de ciudades, formación de ejércitos, obtención de recursos, tácticas de ataque y defensa, y otros temas que auxiliarán para saber cómo conseguir la victoria.

- El mar de los filibusteros. España es el principal adversario de los ingleses en si lucha por la supremacía en aguas del Caribe. El objetivo consta en asegurar el dominio británico en esta zona rica en recursos.

- La Guerra de Independencia. Los ciudadanos ucranianos desean liberarse del sometimiento polaco. A éstos pobladores se les conoció como cosacos. Lograr la independencia en esta campaña es sinónimo de triunfo total.

- Al servicio del Cardenal. La tensión ente católicos y protestantes es tal que, en 1618, estalla la Guerra de los Treinta Años. En este escenario es necesaria la construcción de fortalezas y ejércitos capaces de convertir a Francia en una de las potencias más poderosas de Europa.

- Una ventana a Europa. Los rebeldes cosacos están atacando Rusia. Es de suma importancia detener el avance de estos rebeldes para conseguir la victoria.

### Misiones
Un solo objetivo, para cumplirlo es necesario diseñar una estrategia, conocer el territorio, desarrollar mejoras en unidades y edificios, y dar prioridad a determinadas unidades.

### Mapa aleatorio
El usuario podrá elegir los parámetros del juego, como el nivel de dificultad, los recursos iniciales, civilizaciones en juego y tipo de terreno. Dominar las civilizaciones rivales es el único camino al triunfo.

## Tipos de unidades

### Civiles
Se consideran unidades civiles aquellas que mantienen la economía de la civilización. Por ejemplo: los campesinos recolectan los recursos necesarios para sustentar la población, los transbordadores comunican a través de distancias marítimas.
| Nombre                               | Puntos de vida |
| ------------------------------------ | -------------- |
| Campesino                            | 50             |
| Campesino (Austria, Prusia, Sajonia) | 100            |
| Campesino (Ucrania)                  | 60             |
| Bote                                 | 300            |
| Transbordador                        | 62000          |

## Militares
Las unidades militares, con excepción de tambores y gaiteros, intervienen en las batallas y se clasifican de la siguiente manera:
- Infantería. Se crean en el cuartel (ya sea del siglo XVII o siglo XVIII). Son las unidades a pie armadas ya sea con espada, mosquete, arco, etc.

- Caballería. Se pueden crear en la caballeriza. Son las unidades a caballo armadas ya sea con espada, mosquete, arco, etc.

- Artillería. Las unidades de artillería son creadas en el arsenal y requieren carbón y hierro para poder disparar.

- Navíos de guerra. Se crean en el astillero. Son capaces de disparar a largo alcance y destruir edificios sin dificultad.

| Nombre                                | Puntos de vida |
| ------------------------------------- | -------------- |
| Piquero siglo XVII                    | 95             |
| Piquero siglo XVII (Polonia)          | 100            |
| Piquero siglo XVIII                   | 85             |
| Piquero siglo XVIII (Suecia)          | 85             |
| Lancero (Rusia)                       | 100            |
| Piquero otomano (Turquía, Argelia)    | 100            |
| Roundshier (Austria)                  | 100            |
| Roundshier mercenario                 | 35             |
| Infante (Turquía)                     | 55             |
| Infante mercenario                    | 75             |
| Tambor siglo XVII                     | 90             |
| Tambor siglo XVII (Argelia, Turquía)  | 50             |
| Tambor siglo XVII (Rusia)             | 50             |
| Tambor siglo XVIII                    | 100            |
| Gaitero (Inglaterra)                  | 95             |
| Oficial siglo XVII                    | 150            |
| Oficial siglo XVII (Argelia, Turquía) | 150            |
| Oficial siglo XVII (Rusia)            | 150            |
| Oficial siglo XVIII                   | 150            |
| Arquero (Argelia)                     | 30             |
| Arquero mercenario                    | 25             |
| Mosquetero siglo XVII                 | 50             |
| Mosquetero siglo XVII (España)        | 85             |
| Mosquetero siglo XVII (Austria)       | 55             |
| Mosquetero siglo XVII (Holanda)       | 65             |
| Mosquetero siglo XVII (Polonia)       | 95             |
| Mosquetero siglo XVIII                | 100            |
| Mosquetero siglo XVIII (Sajonia)      | 100            |
| Strelet (Rusia)                       | 85             |
| Pandur (Austria)                      | 85             |
| Highlander (Gran Bretaña)             | 100            |
| Cazador (Francia)                     | 85             |
| Jenízaro (Turquía)                    | 55             |
| Serdiuk (Ucrania)                     | 85             |
| Granadero                             | 100            |
| Granadero (Sajonia)                   | 90             |
| Granadero mercenario                  | 24             |
| Mameluco (Argelia)                    | 380            |
| Spakh (Turquía)                       | 340            |
| Jinete polaco (Polonia)               | 280            |
| Jinete austriaco (Austria)            | 250            |
| Húsar                                 | 250            |
| Cosaco (Rusia)                        | 240            |
| Cosaco del Mar Negro (Ucrania)        | 300            |
| Cosaco del Mar Negro mercenario       | 150            |
| Cosaco ucraniano                      | 300            |
| Atamán (Ucrania)                      | 450            |
| Jinete                                | 350            |
| Jinete (Suecia)                       | 350            |
| Húsar alado (Polonia)                 | 235            |
| Coracero                              | 350            |
| Vityaz (Rusia)                        | 380            |
| Guardia de caballería (Sajonia)       | 380            |
| Arquero tártaro (Turquía)             | 300            |
| Dragón siglo XVII                     | 300            |
| Dragón siglo XVIII                    | 320            |
| Dragón siglo XVIII (Francia)          | 120            |
| Dragón mercenario                     | 100            |
| Mosquetero (Francia)                  | 320            |
| Cañón                                 | 5000           |
| Obús                                  | 150            |
| Mortero                               | 100            |
| Cañón múltiple                        | 2000           |
| Galera                                | 50000          |
| Pinaza                                | 31000          |
| Fragata                               | 50000          |
| Navío de guerra                       | 65500          |
| Jabeque                               | 65000          |

### Religiosas
Son las que sanan a las unidades heridas, gracias a su capacidad de curación.
- Los sacerdotes y capellanes son creados en la catedral.
- Los popes son creados en la iglesia ortodoxa.
- Los imanes son creados en la mezquita.

## Ataque, defensa y capacidad de curación

### Ataque
Existen varios tipos de ataques:
- Con espada (roundshiers, infantes, etc.)
- Con pica (piqueros, lanceros, etc.)
- Con arma de fuego (mosqueteros, dragones, etc.)
- Con cañón (algunos navíos militares y unidades de artillería)
- Con metralla (como la del cañón)
- Con flecha (arqueros a pie y a caballo)
- Con flecha incendiaria (arqueros a pie y a caballo)

### Defensa
Dentro de las defensas se encuentran los siguientes tipos:
- Genérica (como la de los edificios)
- Contra pica
- Contra flechas
- Contra disparos
- Contra cañón
- Contra metralla
- Contra espada

### Capacidad de curación
Capacidad exclusiva de las unidades religiosas para curar a las unidades heridas.

## Desarrollo y tecnología
Para garantizar el triunfo en la partida, es recomendable mejorar las unidades y desarrollar tecnologías que permitan facilitar el cumplimiento del objetivo.

### Desarrollar unidades
Una unidad (sólo del tipo militar) puede ser desarrollada para aumentar su ataque o defensa. Para desarrollar una unidad basta con hacer clic en el botón que indique un incremento en el puntaje de ataque o defensa de la unidad respectiva.

### Tecnologías
Una tecnología puede beneficiar el ataque, la defensa, la resistencia o la velocidad de creación o construcción de unidades o edificios, entre otras cosas. El edificio principal para desarrollar tecnologías es la academia.

### Captura de campesinos y edificios
Las unidades militares pueden capturar campesinos y edificios civiles si éstos están desprotegidos. Al convertir un campesino enemigo, se tiene acceso a las unidades y edificios de la civilización enemiga.

## Plantear una estrategia en un mapa aleatorio
Conociendo cada aspecto anterior, es posible plantear una estrategia en un mapa aleatorio, ya que en este tipo de juego el usuario puede determinar las opciones del mapa.

### Consejos para vencer en el juego
Hay que recordar varias cosas:
- Regularmente, el primer ataque enemigo consistirá en un grupo de 5 piqueros. No es necesario reunir un gran ejército para impedir su acceso a la ciudad. Solamente basta tener al menos 8 piqueros del mismo tiempo para retener el ataque.
- Después, dependiendo el nivel de dificultad seleccionado, los ataques tendrán cierta frecuencia y severidad. En este momento sí es preciso contar con buenas defensas.
- La caballería es buena para invadir la ciudad enemiga, mas su utilidad se ve afectada con la presencia de torres enemigas en los alrededores.
- Los cañones pueden destruir las torres y los demás edificios, pero si no se encuentran protegidos por alguna otra unidad, pueden pasar a manos del enemigo. Para evitar esto incluso puede recurrirse a utilizar granaderos en el peor de los casos.
- Los mejores barcos para atacar costas enemigas son las galeras, pues su costo de mantenimiento es relativamente bajo y su velocidad de creación es buena si se ha desarrollado la tecnología correspondiente.
- En caso de un ataque mayor, si no hay suficientes defensas, la única salida es mandar campesinos a otro terreno a continuar la construcción de la ciudad, a menos que los recursos estén bajos.

## Expansiones y secuelas
El videojuego tiene dos expansiones oficiales, Cossacks: Art of War y Cossacks: Back to War.
También existe una segunda parte realizada con un motor nuevo, Cossacks II: Napoleonic Wars, que a su vez tiene una extensión que funciona de modo independiente, llamada Cossacks 2: Battle for Europe.
Por otro lado, la serie American Conquest, también de GSC Game World, está hecha con el mismo motor gráfico.
A finales de 2015 está anunciado que saldrá el tercer juego de la saga, Cossacks 3, el cual será un remake del juego original.